# Ugandinella formicula
Ugandinella formicula là một loài nhện trong họ Salticidae. Chúng thuộc chi đơn loài Ugandinella', được Wanda Wesołowska miêu tả năm 2006.